# Luz (métro de São Paulo)
Pour les articles homonymes, voir Luz.
Luz (en portugais : Estação Luz) est une station de la ligne 1 - Bleue et une station terminus de la ligne 4 - Jaune du métro de São Paulo. Elle est accessible au 925 de l'avenida Prestes Maia, dans le quartier Sé, à São Paulo au Brésil.
Mises en service en 1975 et 2011, les deux stations sont en correspondances intégrées (gratuites) entre elles et avec la gare de la Luz de la CPTM, desservie par les lignes 7 - Rubis et 11 - Corail, la ligne 10 - Turquoise, et la ligne 13 - Jade (Express Aéroport) (payante).

## Situation sur le réseau

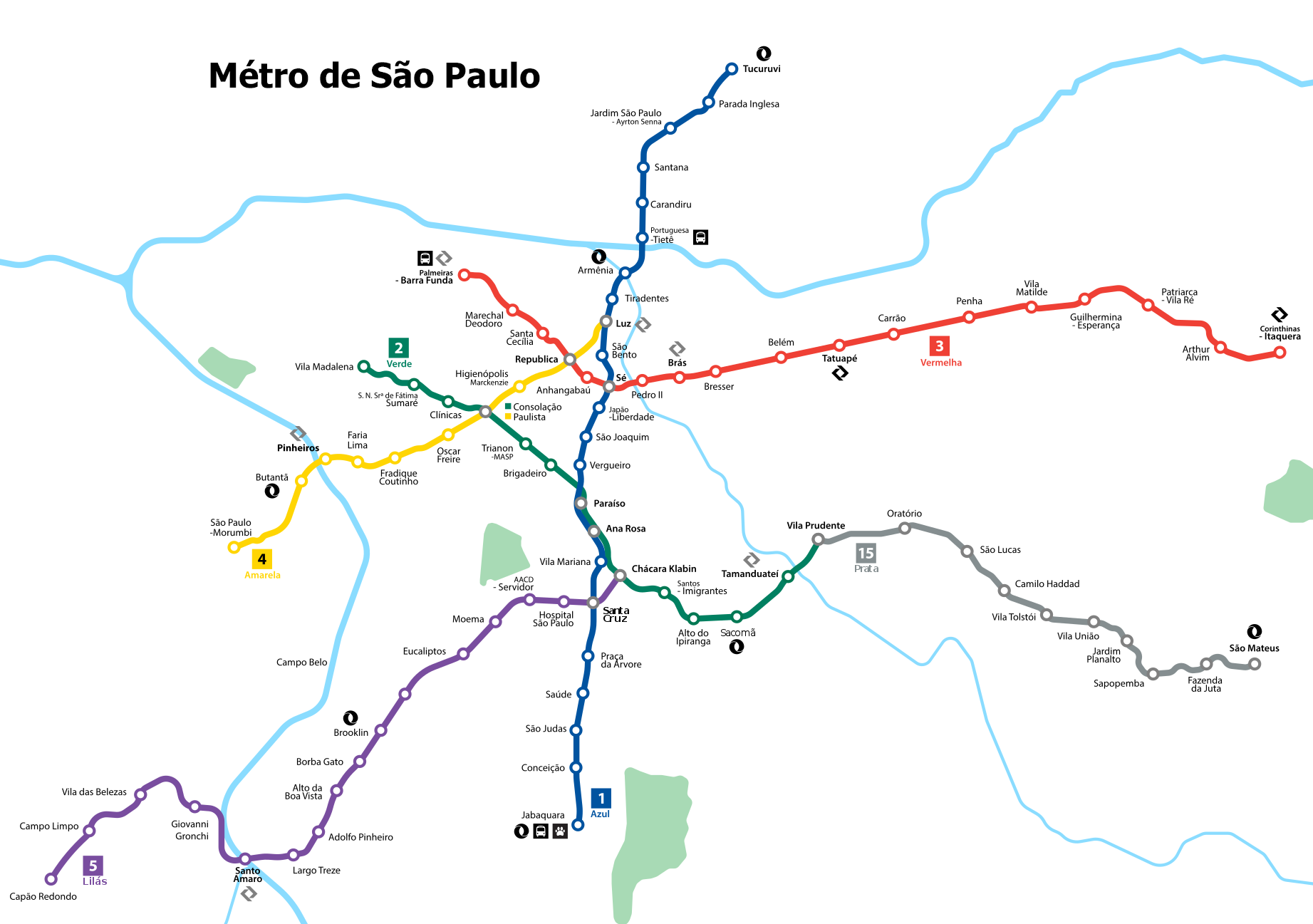
Plan du Métro de São Paulo 2020.

Établie en souterrain, la station de correspondance de Luz dispose de deux sous-stations : sur la ligne 1 (Bleue), exploitée par CMSP, elle est située entre la stations Tiradentes, en direction du terminus nord Tucuruvi, et la station  São Bento, en direction du terminus sud Jabaquara> ; et sur la ligne 4 (Jaune), exploité par ViaQuatro, elle est le terminus nor-est avant la station República, en direction du terminus sud-ouest Vila Sônia,,.
Elle dispose : L1, d'un quai central encadré par les deux voies de la ligne 1  ; et L4, de deux quais latéraux encadrant les deux voies de la ligne 4 .

## Histoire

### Station de la ligne 1 – Bleue
La station Luz de la ligne 1 - Bleue est inaugurée le 26 septembre 1975. C'est une station souterraine, qui possède une mezzanine de distribution du débit, un quai central et deux quais latéraux à la structure en béton apparent. Sa surface construite est de 18 250 m2 et sa capacité est de quarante mille passagers par heure pendant les heures de pointe.
L'intégration gratuite avec la gare de la Luz de la Companhia Paulista de Trens Metropolitanos (CPM) est opérationnelle le 30 novembre 2004 du fait d'une initiative lancée par le Secrétariat des transports métropolitains dans le cadre du Projet intégré centre.
La transit moyen de la station en 2017 est de 166 500 voyageurs en semaine.

### Station de la Ligne 4 – Jaune
La station Luz de la ligne 4 - Jaune devait initialement ouvrir en 2008, mais la date est repoussée et l'inauguration a lieu le 15 septembre 2011 et a commencé à fonctionner de 10 h à 15 h. Le 23 septembre, l'heure a été prolongée de 9 h à 16 h et, à partir du 26 septembre, de 4 h 40 à minuit.
C'est une station souterraine, qui a des quais latéraux. Sa superficie construite est de 20 595 m2, répartie sur quatre niveaux et 36 mètres de profondeur. Un puits de lumière au plafond de la station laisse entrer la lumière solaire.

## Services aux voyageurs

### Accès et accueil
L'entrée principale est située au 925 de l'Avenida Prestes Maia. Les deux stations reliées entre-elles et accessibles aux personnes à la mobilité réduite.

### Desserte
La station ligne 1 bleue Luz CMSP est desservie par les rames de la ligne 1 du métro de São Paulo de 4h40 à 00h00.
La station ligne 4 jaune Luz ViaQuatro est desservie par les rames de la ligne 4 du métro de São Paulo de 4h40 à 00h00.

Installations et desserte ligne 4
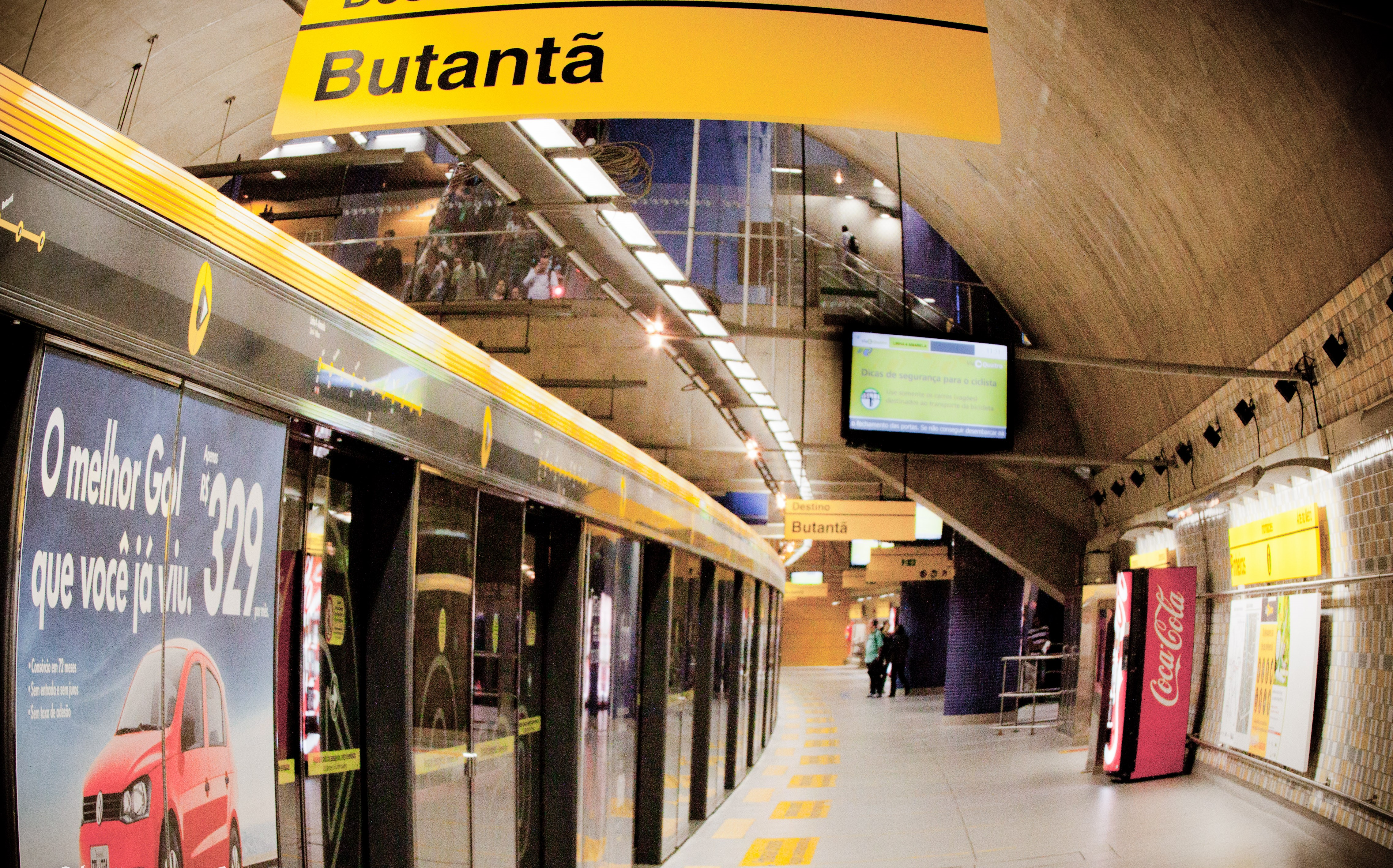
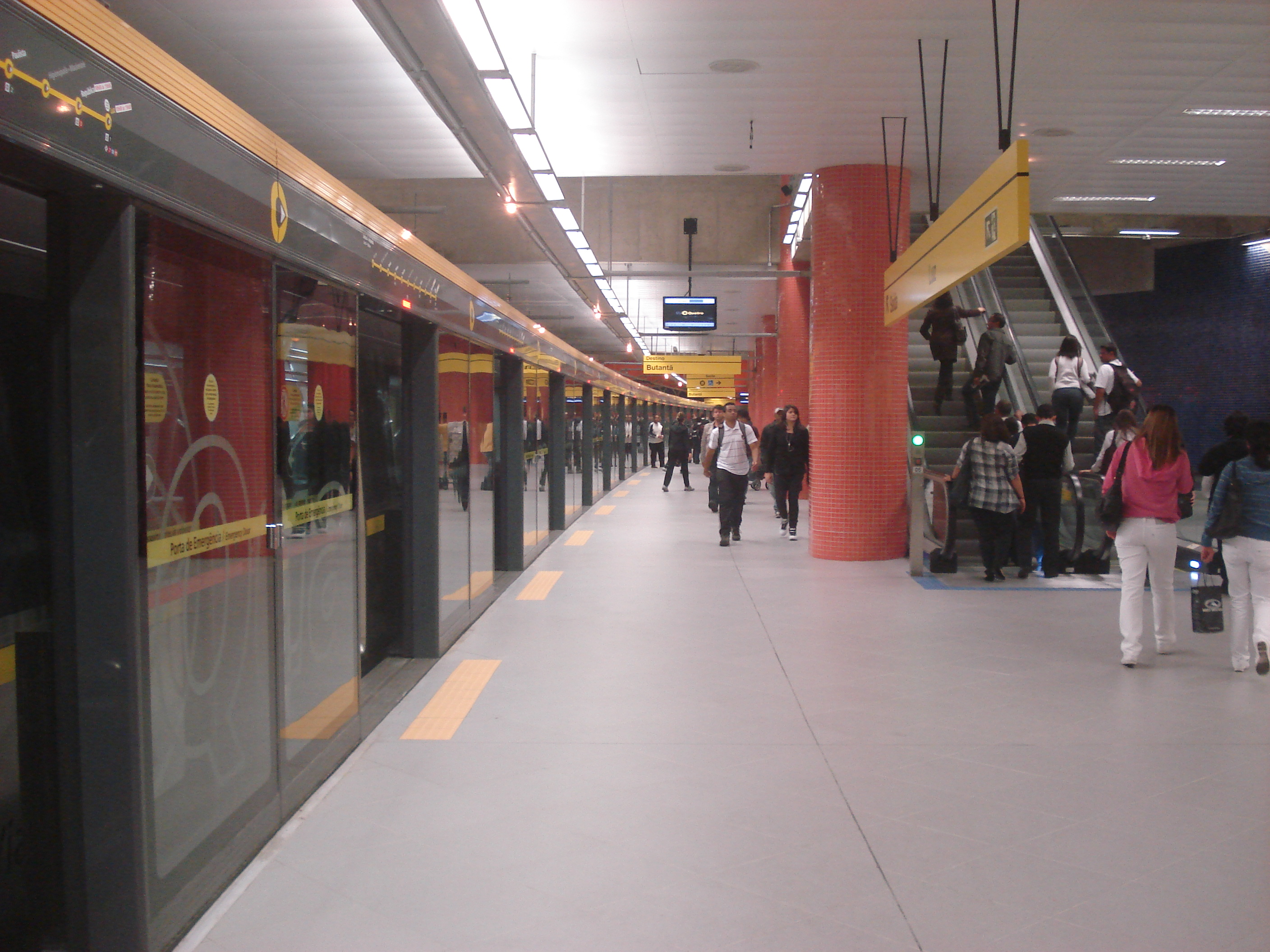
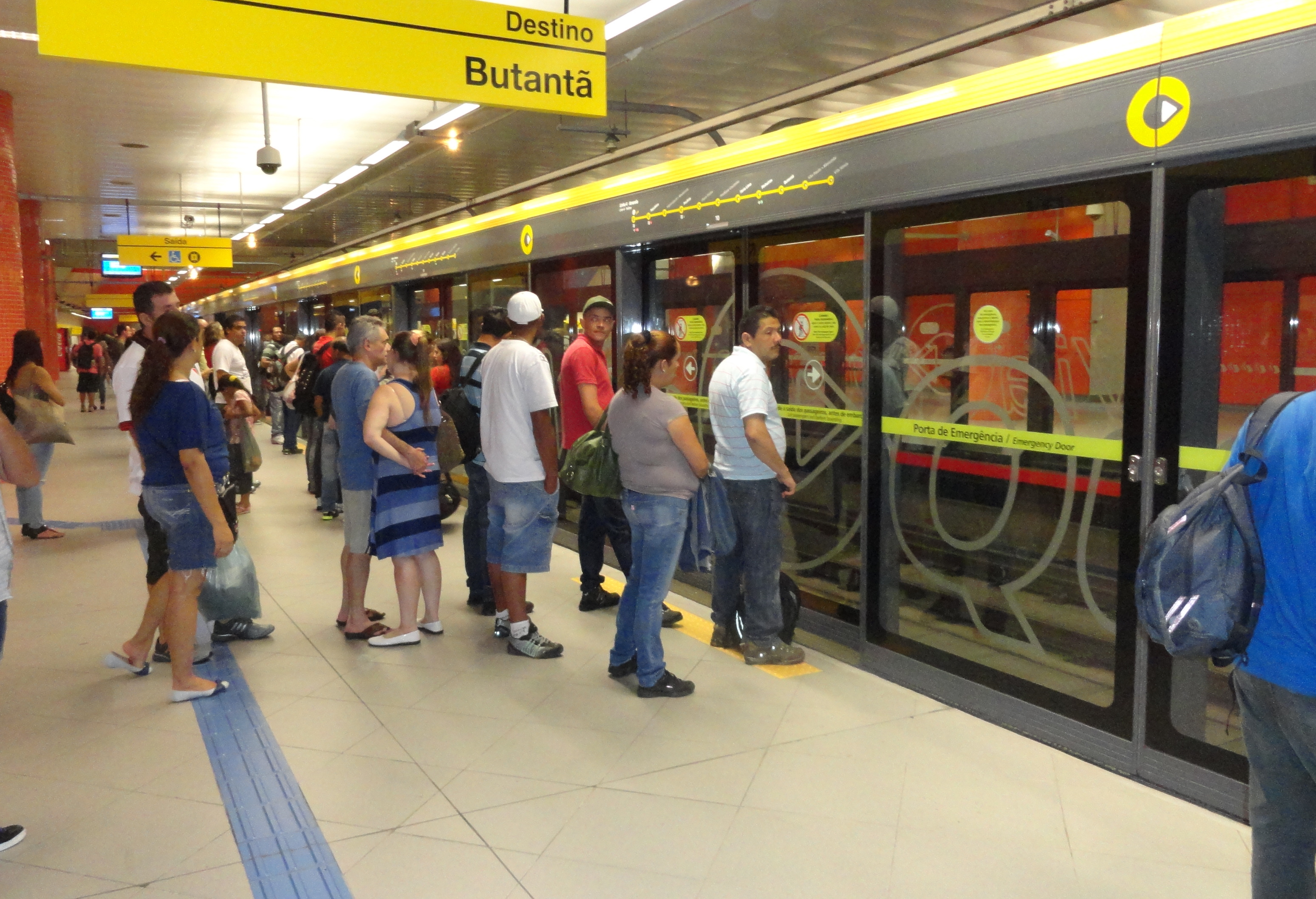

### Intermodalité
La station permet des correspondances avec la gare de la Luz et la gare Júlio Prestes.

## À proximité
- Gare de la Luz
- Gare Júlio Prestes
- Sala São Paulo (pt)
- Mémorial de la résistance de São Paulo (pt)
- Musée d'art sacrée de São Paulo (pt)
- Parc de la Luz
- Pinacothèque de l'État de São Paulo
- Lycée d'arts et métiers de São Paulo
- Rua São Caetano, connue comme la "rue des mariées"

## Œuvres d'art
- "Inscrever os Direitos Humanos" (Inscrire les Droits de l'homme), Françoise Shein, panneaux (2010), peinture sur carrelage, 32 m2, installée sur la mezzanine de la plateforme de la ligne 1 bleue[6].

Œuvres de Françoise Shein
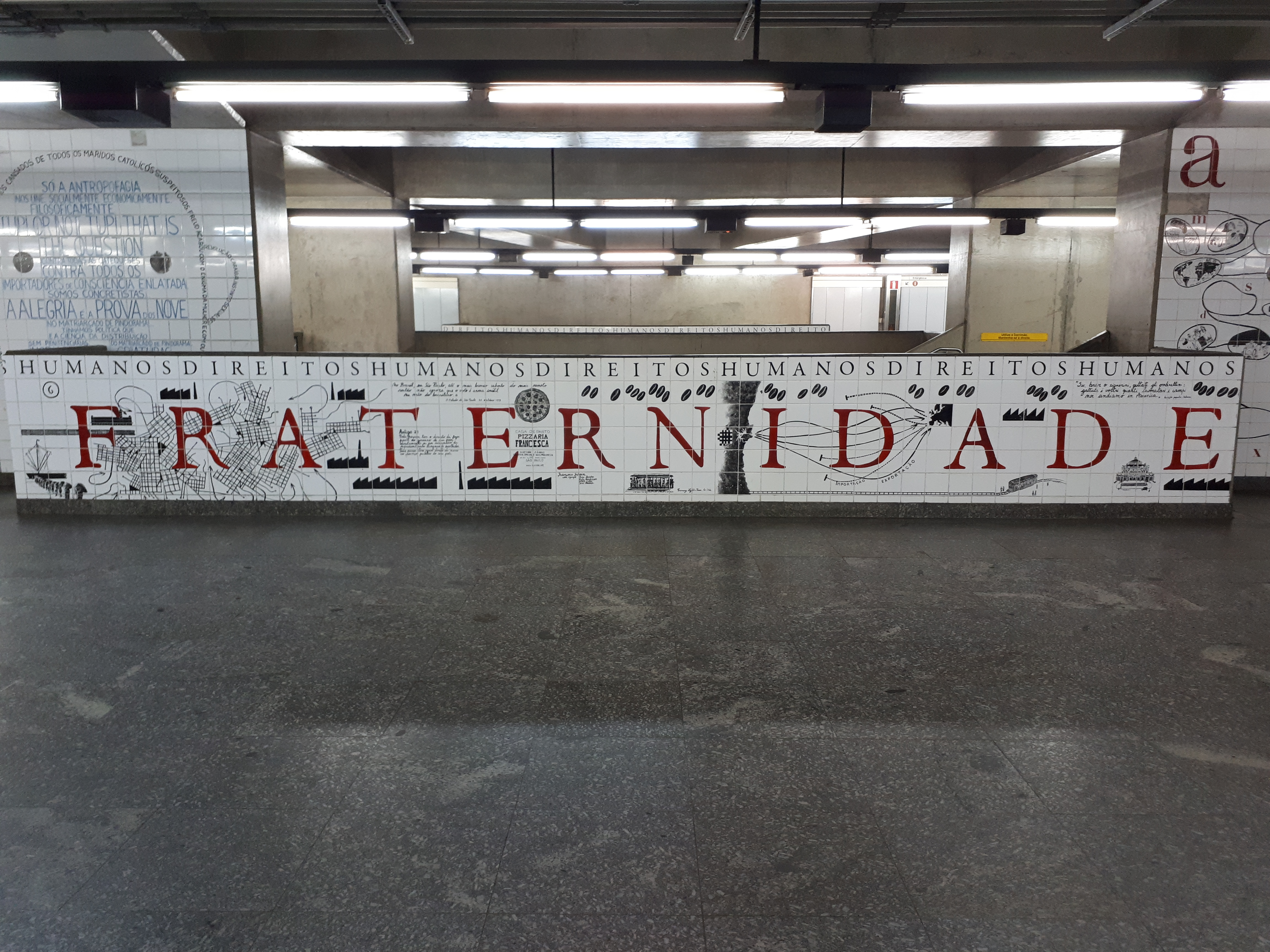
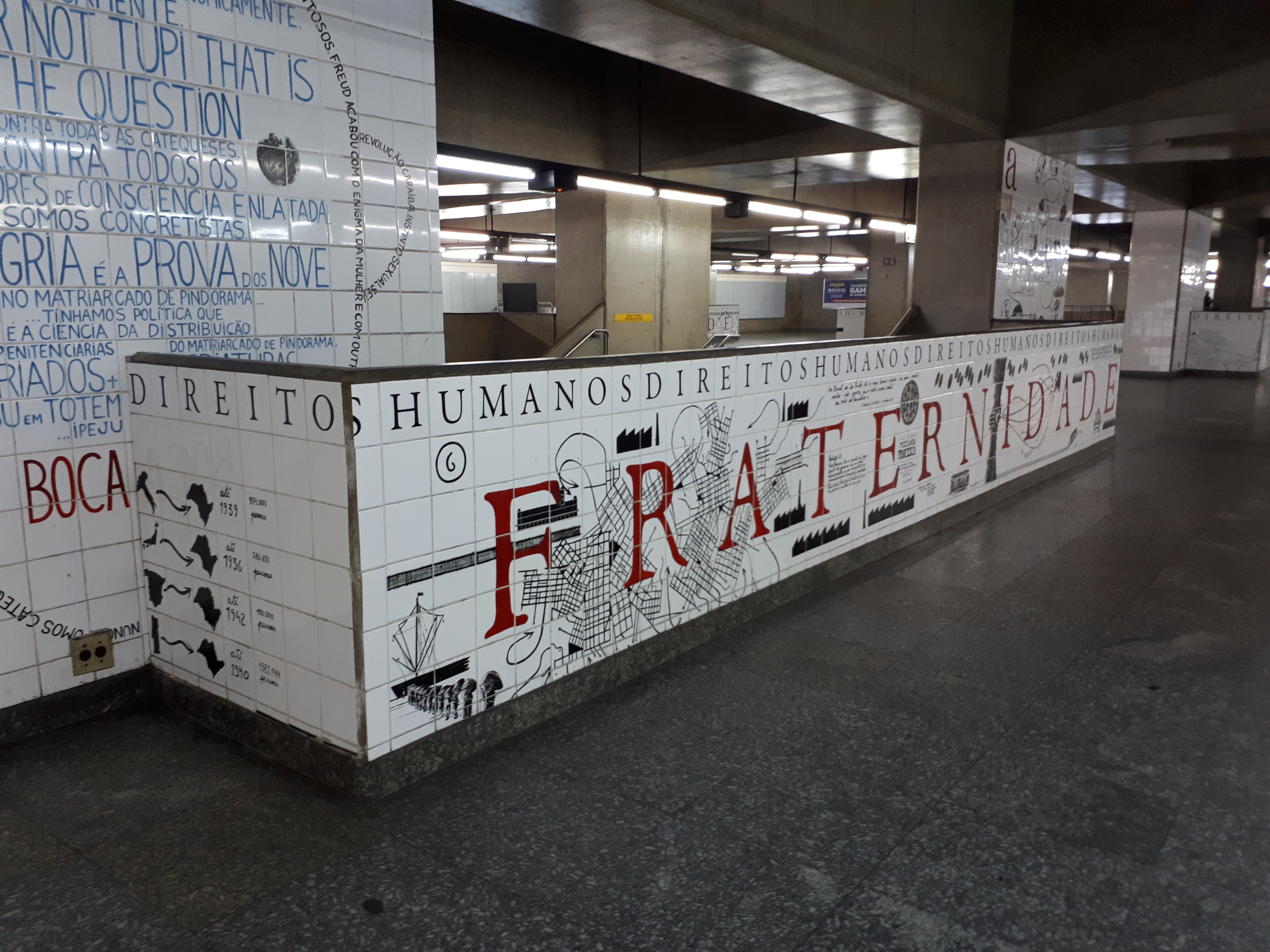
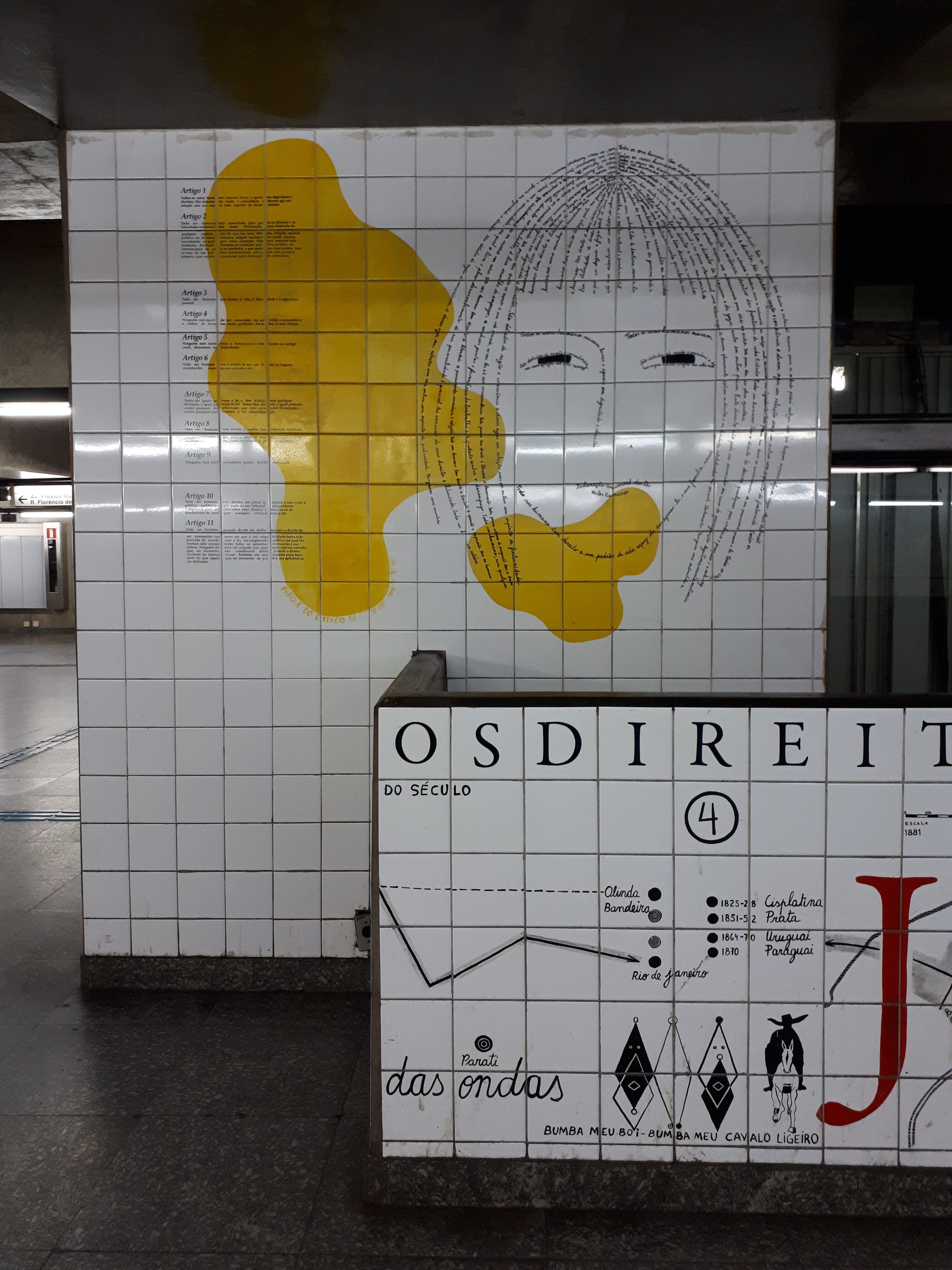